# بخش عقیلی
بخش عقیلی یکی از بخش‌های وابسته به شهرستان گتوند در استان خوزستان در جنوب غربی ایران است. عقیلی دارای مجموعه‌ای از روستاهای سرسبز و زمین‌های حاصلخیز است.

## مردم
طایفه‌های بخش عقیلی به‌طورعمده از تیره‌های بختیاری بهداروند و سایر طایفه‌های بختیاری، و عده‌ای مهاجر لرستانی هستند.

## تقسیمات کشوری
- بخش عقیلی
  - دهستان عقیلی جنوبی
  - دهستان عقیلی شمالی

## جمعیت
بنابر سرشماری مرکز آمار ایران، جمعیت بخش عقیلی شهرستان شوشتر در سال ۱۳۸۵ برابر با ۱۸۴۴۱ نفر بوده است.